# Shute, Devon
Shute är en ort och civil parish i Storbritannien.   Den ligger i grevskapet Devon och riksdelen England, i den södra delen av landet, 220 km väster om huvudstaden London. Shute ligger 50 meter över havet och antalet invånare är 589.
Terrängen runt Shute är platt söderut, men norrut är den kuperad. Shute ligger nere i en dal. Runt Shute är det ganska tätbefolkat, med 160 invånare per kvadratkilometer. Närmaste större samhälle är Chard, 13,7 km nordost om Shute. Trakten runt Shute består i huvudsak av gräsmarker.